# Duomyia apicalis
Duomyia apicalis är en tvåvingeart som först beskrevs av Walker 1849.  Duomyia apicalis ingår i släktet Duomyia och familjen bredmunsflugor. Inga underarter finns listade i Catalogue of Life.